# Отарбаев, Самат Естаевич
Сама́т Еста́евич Отарба́ев (каз. Самат Естайұлы Отарбаев; 18 февраля 1990, Чимкент, Казахская ССР, СССР) — казахстанский футболист, вратарь.

## Карьера
Футбольную карьеру начинал в составе клуба «Ордабасы».
В начале 2016 года на правах аренды перешёл в «Актобе». В том году провёл 28 матчей в высшем дивизионе и дебютировал в Лиге Европы, сыграв в обоих матчах против венгерского МТК.
В начале 2017 года «Актобе» выкупил контракт у «Ордабасы».
В начале 2018 года подписал контракт с клубом «Тараз».
Провёл 7 матчей за молодёжную сборную Казахстана.

## Достижения
«Тараз»
- Cеребряный призёр первой лиги: 2018